# Eraser
Eraser es una película de acción de 1996 dirigida por Chuck Russell. Está protagonizada por Arnold Schwarzenegger, James Caan, Vanessa Williams, James Coburn y Robert Pastorelli en los papeles principales. La banda sonora está compuesta por Alan Silvestri. La película fue nominada en 1996 al Óscar a la mejor edición de sonido.

## Argumento
John "Eraser" Kruger (Arnold Schwarzenegger) es un Alguacil de Estados Unidos (U.S. Marshal) que trabaja en protección de testigos. A John se le asigna la protección de la Dra. Lee Cullen (Vanessa Williams), una científica que trabaja para la corporación Cyrez, dedicada a la creación y manufactura de armas para el ejército. La Dra. Lee descubrió que la compañía planea vender su fusil de pulso electromagnético alto secreto al terrorista Sergei Ivanovich Petrofsky (Olek Krupa). Si esta arma, que cuenta con una potencia de fuego sin igual, cayera en las manos equivocadas, el equilibrio mundial podría verse alterado.
la Dra. Lee informa de las ventas secretas de Cyrez y los traficantes rusos; con apoyo del FBI buscan pruebas; la Dra Lee acepta infiltrarse hasta las bóvedas de máxima seguridad de la compañía con un micrófono y una cámara ocultos en sus ropas. Al tener 5 minutos para copiar información, hace dos copias, pero termina demorando más de 5 minutos, así que su jefe William Donahue (James Cromwell) la descubre y la manda llamar a su oficina. Ahí, aparentemente la intenta asesinar, pero al descubrir que llevaba los artefactos de espionaje se suicida disparándose a la boca. La Dra. Lee huye con apoyo del FBI, quien deberá ocultarla hasta que se entable el proceso judicial contra Cyrez, ya que sin su testimonio el proceso fracasará. John Kruger es asignado para protegerla sin que ella lo acepte de primera intención y esa misma noche la salva de ser asesinada en su casa. Entonces se lleva a la Dra. Lee a Nueva York y para protegerla le asigna el nombre falso de Deborah. En tanto, John es solicitado por su mentor y amigo, el Alguacil Robert DeGuerin (James Caan), a una misión de salvaguardar testigos de él que han sido asesinados, e intenta evitar la presunta muerte de otro. Ambos con un grupo viajan al sitio, pero DeGuerin realmente buscaba averiguar la ubicación de la Dra Lee; él mismo asesina a su testigo. De regreso en el avión, DeGuerin seda a John y asesina a un joven alguacil. John, al despertar, descubre que DeGuerin es quien está detrás de su testigo, y que protege tanto los intereses de Cyrez como del secretario de Defensa Daniel Harper (Andy Romano). En una espectacular huida John se lanza en paracaídas desde el mismo avión antes de advertir a Lee de que van por ella; DeGuerin sin embargo rastrea la llamada e intuye que está en el zoológico en Nueva York; con otro grupo de hombres acuden para apresarla.
Kruger acude a rescatarla asesinando a varios hombres de DeGuerin. Una vez a salvo John busca la ayuda de Johnny Casteleone (Robert Pastorelli), un hombre cuya vida fue salvada por John hace tiempo, debido a que requieren volver a infiltrarse en Cyrez para saber el contenido de la copia de Lee, pues debido a los rastreos no pueden hacerlo en cualquier computadora, así que idean un plan. En tanto DeGuerin, sabiendo que Kruger deberá infiltrarse, ordena un cerco para proteger la bóveda de seguridad de Cyrez; como parte del plan, Johnny, que los apoya, se hace pasar por un repartidor de pizza, logrando distraer la atención fingiendo sufrir un infarto, acto que aprovechan Lee y Kruger para ingresar haciéndose pasar como paramédicos. Entran en la oficina de Donahue para acceder a los archivos, pero DeGuerin descubre que intentan leer la información y les hace frente. En la refriega logra secuestrar a Lee y se la lleva a bordo de un helicóptero. Kruger acude a buscarla sabiendo que debe llegar a los muelles donde esa misma noche se celebrará la venta misma que supervisará DeGuerin. 
Con apoyo de Johnny Casteleone, quien por suerte tiene amigos en los muelles de Baltimore, estos se unen, y de maneras espectaculares hacen frente a los secuaces de DeGuerin y los rusos, logrando matar al cabecilla Sergei Ivanovich Petrofsky, quien planeaba llevarse a la Dra. Lee para ejecutarla. En la lucha final Kruger hace frente a DeGuerin hasta que finalmente este último cae lesionado. A la escena llega el jefe Arthur Beller, (James Coburn) que dudaba de Kruger, quien comprueba su inocencia y aprecia las armas así como el impedimento de la venta del cargamento de fusiles de pulso electromagnético. John descubre a los conspiradores al escuchar una conversación entre DeGuerin y el secretario de Defensa, quien se revela que también está implicado, y llega a la conclusión que bajo la jurisdicción civil no sería posible una sentencia condenatoria contra ellos. Kruger y Lee al salir del juicio no pueden establecer demandas por falta de pruebas. Aparentemente suben a una camioneta, pero segundos después estalla, sorprendiendo a DeGuerin y a Daniel Harper, que abordan su limusina. En el trayecto, hablan de restaurar sus operaciones de tráfico de armas a sabiendas de que la Dra. Lee está en el infierno y no podrá denunciarlos. Incluso DeGuerin felicita a Harper por la acción de eliminarla, pero este sorprendido cree que fue el otro. De pronto, la limusina se detiene justo sobre las vías del tren, los seguros se ponen y sale el chofer que resulta ser Johnny Casteleone. Seguidamente el teléfono del auto suena, atiende Harper y se lo pasa a DeGuerin que, sorprendido, descubre que es Kruger quien le habla. Este solo le dice estas borrado, mientras la locomotora embiste la limusina matándolos a ambos.

## Producción
La compañía Warner Bros. produjo la película junto a Kopelson Entertainment. La distribución tanto internacionalmente como en Estados Unidos fue a cargo de Warner Bros., excepto en la República Checa que corrió a cargo de Gemini Film.
La película fue calificada como R en Estados Unidos, no recomendada para menores de dieciséis años en Argentina y no recomendada para menores de dieciocho años en Chile y España.

### Reparto
El director Chuck Russell y Arnold Schwarzenegger estaban trabajando en otro proyecto cuando el guion de Eraser captó la atención de ambos. 
Al director le apasionó las posibilidades que tenía la película tanto para Arnold Schwarzenegger como para su personaje, “ (…) yo veo a Arnold como mucha otra gente lo hace —como un ser mítico, impresionante— y eso es lo que es el personaje de John Kruger. El personaje y el guion están basados firmemente en la realidad, me encantó la idea de un personaje de proporciones míticas con un fuerte sentido del deber, del honor y que prácticamente haría cualquier cosa para proteger un testigo. Estaba excitado por hacer una película con ese carácter heroico”. El productor Arnold Kopelson también había pensado en Arnold Schwarzenegger para el papel de Eraser, además ya había hablado previamente con el actor sobre algunos proyectos.
Vanessa Williams fue la elegida para el papel del personaje femenino, la Dra. Lee Cullen, el testigo que debe ser protegido por Eraser. La actriz fue elegida para el papel después que Maria Shriver, la mujer de Arnold Schwarzenegger, la sugiriera. Para interpretar el papel de Robert Deguerin los productores querían a un actor que pudiera transmitir “inteligencia, habilidad y magnetismo”, una especie de versión madura del personaje de John Kruger, por eso fue elegido un actor como James Caan que cuenta con nominaciones a los Oscar. El guion cinematográfico partió de una idea inicial de Tony Puryear, quien hasta entonces había trabajado realizando anuncios de televisión y videos musicales rap, Walon Green también participó en la idea original.

#### Personajes
| Actor                 | Papel                      | Descripción                                                                |
| --------------------- | -------------------------- | -------------------------------------------------------------------------- |
| Arnold Schwarzenegger | John "Eraser" Kruger       | Alguacil de Estados Unidos (U.S. Marshal).                                 |
| James Caan            | Robert Deguerin            | Alguacil de Estados Unidos (U.S. Marshal), mentor de John "Eraser" Kruger. |
| Vanessa Williams      | Dra. Lee Cullen            | Científica que trabaja para la corporación Cyrez.                          |
| James Coburn          | Beller                     | Jefe de la sección de protección de testigos.                              |
| Robert Pastorelli     | Johnny Casteleone          | Antiguo compañero de John "Eraser" Kruger.                                 |
| Danny Nucci           | Monroe                     | Segundo de a bordo de la sección de protección de testigos.                |
| Andy Romano           | Daniel Harper              |                                                                            |
| Nick Chinlund         | Agente Calderon            |                                                                            |
| Michael Papajohn      | Agente Schiffer            |                                                                            |
| Joe Viterelli         | Tony “Dos Pulgares         |                                                                            |
| Mark Rolston          | J. Scar                    |                                                                            |
| John Slattery         | Agente Corman              |                                                                            |
| Robert Miranda        | Frediano                   |                                                                            |
| Roma Maffia           | Claire Isaacs              |                                                                            |
| Tony Longo            | Pequeño Mike               |                                                                            |
| Gerry Becker          | Morehart                   |                                                                            |
| John Snyder           | Sal                        |                                                                            |
| Olek Krupa            | Sergei Ivanovich Petrofsky | Terrorista interesado en la compra del arma.                               |
| Sven-Ole Thorsen      |                            | Guardaespaldas de Sergei Ivanovich Petrofsky.                              |
| Vic Polizos           | Hannon                     |                                                                            |

### Escenas peligrosas, armamento y efectos especiales
Una de las escenas más peligrosas de la película, muestra a John Kruger saltando de un avión de reacción y descendiendo a más de cuatrocientos kilómetros por hora. A la hora de hablar de esta escena, el director decía “Estas cosas son como hacer un rompecabezas, no solo dentro de la misma secuencia, sino en cada toma. Tienes elementos de imagen real, otros que son miniaturas, otros generados por computadora y todos son juntados en el proceso final”. Algunas de estas escenas peligrosas fueron realizadas por Arnold Schwarzenegger. Para la escena de una caída vertical desde veinte metros se requirieron siete tomas. En la película parece que John Kruger cae a lo largo del fuselaje hasta el turborreactor gracias a los ingeniosos ángulos con los que fue grabada la toma y a los efectos especiales.
El fusil de pulso electromagnético usado en la película es un artilugio muy importante para el guion, Arnold Schwarzenegger comentó sobre este aspecto “Préstamos mucha atención para hacer que el público sintiera la peligrosidad de esta arma, que cualquiera desde fuera de tu casa, puede estar mirando a través de la pared. No te deja ningún sitio donde esconderte”, explica Schwarzenegger, “Pero, además de esto, mostramos la sofisticación del arma de un montón de maneras divertidas: no solo puedes ver a través de un edificio, puedes ver el esqueleto de una persona, sino que incluso puedes ver su corazón latiendo dentro. Hay unos muy buenos efectos especiales en eso”.
Se usaron efectos especiales para alterar imágenes de la película, ya que el nombre de la compañía "Cyrez" originalmente era "Cyrex", pero la compañía Cyrix dedicada a la fabricación de procesadores por aquel entonces puso problemas para ello. Como algunas tomas ya habían sido rodadas se dobló el diálogo con ese nombre y se retocaron digitalmente más de mil ochocientos fotogramas.

### Localizaciones
El rodaje de Eraser comenzó en Nueva York, en sitios como la estación de ferrocarril de Harlem en South Bronx, la zona de “Sheep Meadow” en Central Park y Chinatown en Manhattan. El rodaje prosiguió en Washington D. C. Las secuencias de acción que tienen lugar en la casa de los reptiles en Nueva York se rodaron en realidad en un plató en los Estudios que tiene Warner Bros. en Burbank, California.

### Crítica y taquilla
Eraser recaudó en Estados Unidos durante su primer fin de semana de exhibición $24.566.446 en verano de 1996. La recaudación total fueron $234.400.000 que hizo que la película acabara siendo rentable.
La película recibió malas críticas.

Rotten Tomatoes le otorga una puntuación del 33%.

## Lanzamientos
| País                                                                          | Fecha de estreno                 |
| ----------------------------------------------------------------------------- | -------------------------------- |
| Alemania                                                                      | Jueves 22 de agosto de 1996      |
| Argentina                                                                     | Jueves 15 de agosto de 1996      |
| Australia                                                                     | Jueves 19 de septiembre de 1996  |
| Austria                                                                       | Viernes 23 de agosto de 1996     |
| Bélgica                                                                       | Miércoles 7 de agosto de 1996    |
| Belice · Costa Rica · El Salvador · Guatemala · Honduras · Nicaragua · Panamá | Viernes 16 de agosto de 1996     |
| Bolivia                                                                       | Jueves 29 de agosto de 1996      |
| Brasil                                                                        | Viernes 6 de septiembre de 1996  |
| Bulgaria                                                                      | Viernes 13 de septiembre de 1996 |
| Chile                                                                         | Jueves 15 de agosto de 1996      |
| Colombia                                                                      | Viernes 16 de agosto de 1996     |
| Corea del Sur                                                                 | Sábado 29 de junio de 1996       |
| Croacia                                                                       | Jueves 12 de septiembre de 1996  |
| Dinamarca                                                                     | Viernes 2 de agosto de 1996      |
| Ecuador                                                                       | Viernes 30 de agosto de 1996     |
| Egipto                                                                        | Lunes 21 de octubre de 1996      |
| Eslovenia                                                                     | Jueves 29 de agosto de 1996      |
| España                                                                        | Viernes 23 de agosto de 1996     |
| Estados Unidos · Canadá                                                       | Viernes 21 de junio de 1996      |
| Estonia                                                                       | Viernes 13 de septiembre de 1996 |
| Filipinas                                                                     | Miércoles 31 de julio de 1996    |
| Finlandia                                                                     | Viernes 9 de agosto de 1996      |
| Francia                                                                       | Miércoles 7 de agosto de 1996    |

| País                         | Fecha de estreno                 |
| ---------------------------- | -------------------------------- |
| Grecia                       | Viernes 6 de septiembre de 1996  |
| Hong Kong                    | Jueves 8 de agosto de 1996       |
| Hungría                      | Jueves 15 de agosto de 1996      |
| India                        | Viernes 20 de septiembre de 1996 |
| Indonesia                    | Miércoles 17 de julio de 1996    |
| Islandia                     | Viernes 23 de agosto de 1996     |
| Israel                       | Viernes 9 de agosto de 1996      |
| Italia                       | Viernes 11 de octubre de 1996    |
| Japón                        | Sábado 3 de agosto de 1996       |
| Malasia                      | Jueves 11 de julio de 1996       |
| México                       | Viernes 16 de agosto de 1996     |
| Noruega                      | Viernes 16 de agosto de 1996     |
| Nueva Zelanda                | Jueves 12 de septiembre de 1996  |
| Países Bajos                 | Jueves 8 de agosto de 1996       |
| Perú                         | Viernes 23 de agosto de 1996     |
| Portugal                     | Viernes 9 de agosto de 1996      |
| Puerto Rico                  | Jueves 18 de julio de 1996       |
| Reino Unido Irlanda          | Viernes 23 de agosto de 1996     |
| República Checa · Eslovaquia | Jueves 22 de agosto de 1996      |
| Rumania                      | Viernes 6 de septiembre de 1996  |
| Singapur                     | Jueves 4 de julio de 1996        |
| Sudáfrica                    | Viernes 2 de agosto de 1996      |
| Suecia                       | Viernes 9 de agosto de 1996      |
| Suiza                        | Viernes 23 de agosto de 1996     |
| Tailandia                    | Viernes 28 de junio de 1996      |
| Taiwán                       | Sábado 29 de junio de 1996       |
| Turquía                      | Viernes 6 de septiembre de 1996  |
| Uruguay                      | Viernes 27 de septiembre de 1996 |
| Venezuela                    | Miércoles 21 de agosto de 1996   |

### Música
La banda sonora estuvo compuesta por Alan Silvestri, uno de los compositores más reputados que compuso bandas sonoras originales famosas como Forrest Gump o Back to the Future.
La banda sonora está basada en un tema musical no heroico que se repite a lo largo de la banda sonora, con toques de percusión que evocan el folklore gótico, y siniestro. La banda sonora fue calificada por distintos críticos como “nada especial” y que “daba al espectador lo que quería, sin más”.

### Premios
Alan Silvestri recibió en 1997 el premio Broadcast Music, Inc. Film & TV Award a la mejor música por la banda sonora de Eraser.